# 佩拉诺
佩拉诺（義大利語：Perano），是意大利基耶蒂省的一个市镇。总面积6平方公里，人口1695人，人口密度282.5人/平方公里（2009年）。ISTAT代码为069065。